# اندونزی ایر ترنسپورت
اندونزی ایر ترنسپورت (به انگلیسی: Indonesia Air Transport) یک شرکت هواپیمایی با کد یاتا I8 است که در تاریخ ۱۹۶۸ میلادی تأسیس شده است. دفتر مرکزی اندونزی ایر ترنسپورت در جاکارتا، اندونزی واقع شده‌ است و قطب این شرکت هواپیمایی در فرودگاه هالیم پرداناکوسوما قرار دارد و به ۳ مقصد، پرواز مستقیم انجام می‌دهد.